# Thư gửi các học sinh (Hồ Chí Minh, 1945)
Thư gửi các học sinh hay Thư gửi cho các học sinh là một bức thư của Chủ tịch Hồ Chí Minh gửi cho các học sinh của nước Việt Nam Dân chủ Cộng hòa nhân dịp lễ khai trường đầu tiên của nước này khi mới tuyên bố độc lập vào tháng 9 năm 1945. Văn bản bức thư này đã được đưa vào sách giáo khoa cho học sinh Việt Nam, câu nói "Non sông Việt Nam có trở nên tươi đẹp hay không..." đã được trích dẫn và treo tại các trường học, lớp học Việt Nam và được nhắc lại nhiều lần trong các bài phát biểu, văn bản của các lãnh đạo Việt Nam khi nói về giáo dục và thế hệ trẻ.
Vì được cho là viết vào ngày 5 tháng 9 năm 1945, ngày 5 tháng 9 hằng năm về sau trở thành Ngày khai giảng, Ngày hội toàn dân đưa trẻ đến trường tại các trường học ở Việt Nam thống nhất.

## Lịch sử và nội dung
Ngày 2 tháng 9 năm 1945, Hồ Chí Minh đọc Tuyên ngôn độc lập, thành lập nước Việt Nam Dân chủ Cộng hòa. Một ngày sau, trong cuộc họp Hội đồng Chính phủ, ông cho rằng việc giải quyết nạn dốt, xóa nạn mù chữ là một vấn đề cấp bách của chính quyền mới. Nhằm thực hiện nhiệm vụ này, cũng như để động viên học sinh nước Việt Nam Dân chủ Cộng hòa bước vào năm học mới, ông Hồ đã cho viết một bức thư. Một số nguồn tin tại Việt Nam cho biết ông viết bức thư vào ngày 5 tháng 9 năm 1945, báo Quân đội nhân dân cho biết ngày ông viết bức thư là 15 tháng 9 năm 1945, còn văn bản được Nhà xuất bản Chính trị Quốc gia – Sự thật đăng trong Hồ Chí Minh Toàn tập chỉ ghi chung chung là khoảng tháng 9 năm 1945. Trong thư có đoạn viết:
[...]Non sông Việt Nam có trở nên tươi đẹp hay không, dân tộc Việt Nam có bước tới đài vinh quang để sánh vai với các cường quốc năm châu được hay không, chính là nhờ một phần lớn ở công học tập của các em.[...]

Trong văn bản thư gốc, Hồ Chí Minh sử dụng đại từ nhân xưng "tôi" và "các em". Ông đã sử dụng 26 lần cụm từ "các em" trong bức thư của ông. Ông không xưng hô với đại từ "bác" hay "chú", mà coi mình là "người anh lớn lúc nào cũng ân cần, mong mỏi cho các em được giỏi giang". Tuy nhiên, một số văn bản trích bức thư được sửa chữa sau này, đại từ nhân xưng của Hồ Chí Minh trong thư được viết thành "bác" và "các cháu". Một dị bản khác của bức thư này có cách diễn đạt "Non sông Việt Nam có trở nên vẻ vang hay không", chữ "vẻ vang" thay thế cho cụm từ "tươi đẹp".

## Ảnh hưởng

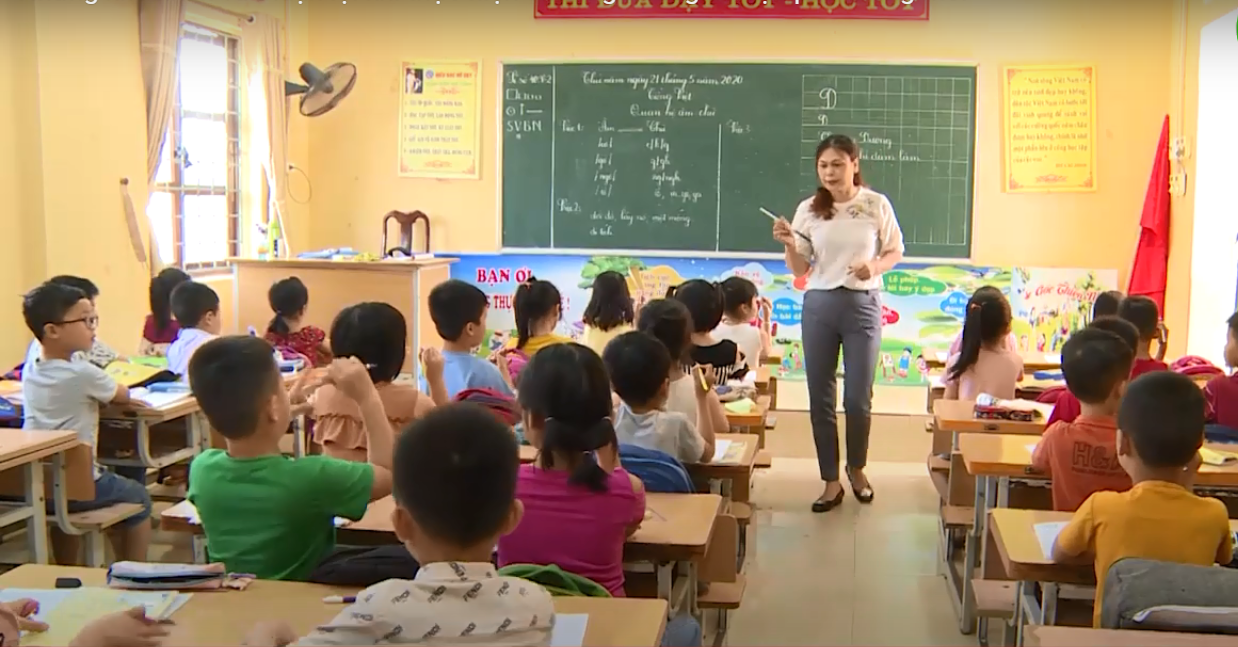
Khung cảnh một lớp học ở Việt Nam, bên trái treo tấm bảng 5 điều Bác Hồ dạy, bên phải treo tấm bảng câu "Non sông Việt Nam có trở nên tươi đẹp..." trích thư của Hồ Chí Minh

Một năm sau khi Hồ Chí Minh viết Thư gửi các học sinh, vào năm 1946, Hồ Chí Minh lại gửi một bức thư khác gồm 5 điều ông khuyên thiếu nhi, và một lần nữa ông làm điều này vào năm 1961, những điều này về sau trở thành "5 điều Bác Hồ dạy". Câu căn dặn của Hồ Chí Minh trong bức thư năm 1945 được cho là lời mong mỏi, niềm tin của ông đối với học sinh Việt; câu nói này cùng với "5 điều Bác Hồ dạy" được cho là đã tạo động lực để thiếu nhi, học sinh Việt Nam thi đua học tập tốt, tích cực tham gia các hoạt động, phong trào. Cùng với "5 điều Bác Hồ dạy", câu nói của ông trong Thư gửi các học sinh cũng đã được trích dẫn và treo ở các lớp học, trường học tại Việt Nam.
Thư gửi các học sinh đã được đưa vào sách giáo khoa môn Tiếng Việt lớp 5 để giảng dạy cho học sinh Việt Nam từ năm học 2005–2006. Có một số ý kiến cho rằng bản văn trích trong sách bị viết sai chính tả, mặc dù ông Nguyễn Minh Thuyết, chủ biên sách, cho rằng sách trích nguyên văn bức thư trong Tuyển tập Hồ Chí Minh của Nhà xuất bản Chính trị Quốc gia và là văn bản chuẩn nhất mà Hồ Chí Minh đã viết. Thư gửi các học sinh cũng đã được đưa vào sách giáo khoa môn Tiếng Việt 5 của cả ba bộ sách Cánh diều, Kết nối tri thức với cuộc sống và Chân trời sáng tạo trong Chương trình giáo dục phổ thông 2018.
Vì được cho là ngày mà Hồ Chí Minh viết Thư gửi các học sinh, ngày 5 tháng 9 về sau được lựa chọn làm Ngày khai giảng, Ngày hội toàn dân đưa trẻ đến trường ở các trường học tại Việt Nam. Các Tổng Bí thư của Đảng Cộng sản Việt Nam như Nông Đức Mạnh, Nguyễn Phú Trọng và Chủ tịch nước Việt Nam Nguyễn Xuân Phúc đã nhắc lại câu nói trong bức thư của Hồ Chí Minh ở các bài phát biểu, văn bản của mình. Khi mới nhậm chức vào năm 2024, Tổng Bí thư Tô Lâm đã trích câu nói từ Thư gửi các học sinh trong bức thư gửi giáo viên và học sinh Việt Nam nhân dịp khai giảng năm học mới 2024–2025, và sau đó trong buổi gặp mặt các nhà giáo Việt Nam vào tháng 11 cùng năm, ông đã nhắc lại câu nói này nhằm mong muốn ngành giáo dục vượt qua khó khăn, đổi mới và cùng Việt Nam bước vào Kỷ nguyên vươn mình.